# Conde de Leopoldina
Conde de Leopoldina é um título nobiliárquico criado por D. Carlos I de Portugal, por Decreto de 7 de Novembro de 1891, em favor de Henry Lowndes, antes 1.º Visconde de Leopoldina.
Titulares
1. Henry Lowndes, 1.º Visconde e 1.º Conde de Leopoldina.